# Iosif (Koroljov)
Iosif (světským jménem: Oleg Gennaděvič Koroljov; * 16. září 1977, Bijsk) je ruský duchovní Ruské pravoslavné církve, biskup možajský a vikář patriarchy moskevského a celé Rusi.

## Život
Narodil se 16. září 1977 v Bijsku.
Po střední škole nastoupil na Altajskou polytechnickou školu v jeho rodném městě.
Roku 1994 se stal poslušníkem v Pafnutěvo-Borovském monastýru kalužské eparchie.
Dne 14. března 2002 byl postřižen na rjasofora se jménem Iosif na počest svatého Josefa Volockého. Dne 14. prosince byl rukopoložen na hierodiakona. Dne 25. března 2005 byl postřižen na monacha se jménem Iosif na počest svatého Josefa Optinského a 10. dubna rukopoložen na jeromonacha.
Roku 2008 dokončil dálkové studium na Kalužském duchovním semináři. Stejného roku se stal představeným chrámů Pokrova přesvaté Bohorodice v Borovsku.
Od roku 2013 působil jako šéfredaktor vydavatelství monastýru.
Roku 2014 dokončil dálkové studium na Moskevské duchovní akademii a od září stejného roku přednášel církevní historii na Kalužském duchovním semináři.
Od roku 2016 byl vedoucím duchovního a vzdělávacího centra Pokrov, při kterém roku 2008 vzniklo církevní gymnázium. Byl členem zastupitelství města Borovsk.
Dne 14. listopadu 2019 získal na Moskevské duchovní akademii titul kandidáta bohosloví.
Dne 11. března 2020 jej Svatý synod zvolil biskupem tarusským a vikářem kalužské eparchie. Dne 21. března byl povýšen na archimandritu.
Dne 18. srpna 2020 byl oficiálně jmenován biskupem a o den později proběhla v chrámu Krista Spasitele v Moskvě jeho biskupská chirotonie. Světiteli byli patriarcha moskevský Kirill, metropolita voskresenský Dionisij (Porubaj), metropolita kalužský a borovský Kliment (Kapalin), metropolita jaroslavský a rostovský Vadim (Lazebnyj), arcibiskup pesočenský a južnovský Maxmilian (Lazarenko), biskup kozelský a ljudinovský Nikita (Ananěv) a biskup bijský a bělokurichinský Serafim (Savostjanov).
Na konci ledna 2021 byl jmenován představeným Pafnutěvo-Borovského monastýru.
Dne 29. prosince 2021 byl ustanoven představeným Vvvedenského monastýru Optina Pustyň a vikářem patriarchy moskevského a celé Rusi s titulem biskup možajský.
Dne 18. července 2022 byl v Trojickosergijevské lávře uveden do funkce igumena.